# Mabote Community
Mabote Community är en gemenskap i Lesotho.   Den ligger i distriktet Berea, i den västra delen av landet, 6 km nordost om huvudstaden Maseru.